# Onda tropicale
Onda tropicale è un album di Fiorella Mannoia pubblicato il 10 novembre 2006, prodotto e arrangiato da Piero Fabrizi, pubblicato dall'etichetta Durlindana e distribuito dalla Sony BMG, che vede la partecipazione di importanti musicisti brasiliani.

## Tracce
1. Canzoni e Momenti (Canções e Momentos) (feat. Milton Nascimento) – 5:14 (Milton Nascimento, Fernando Brant, Piero Fabrizi)
2. 13 di Maggio (13 De Maio) (feat. Caetano Veloso) – 4:08 (Caetano Veloso, Piero Fabrizi)
3. Cravo e canela (feat. Milton Nascimento) – 4:28 (Milton Nascimento, Ronaldo Bastos)
4. Dois Irmãos (Morro Dois Irmãos) (feat. Chico Buarque) – 3:59 (Chico Buarque, Piero Fabrizi)
5. Mama África (feat. Chico Cèsar) – 3:18 (Chico Cèsar)
6. Un Grande Abbraccio (Aquele Abraço) (feat. Gilberto Gil) – 4:19 (Gilberto Gil, Piero Fabrizi)
7. Senza un frammento (Faltando un pedaço) (feat. Djavan) – 5:15 (Djavan, Piero Fabrizi)
8. Kabula Lê Lê (feat. Carlinhos Brown) – 3:47 (Carlinhos Brown)
9. Vivo! (feat. Lenine) – 3:58 (Lenine, Carlos Rennò, Piero Fabrizi)
10. Mas, Que Nada (feat. Jorge Benjor) – 3:59 (Jorge Benjor)
11. A Felicidade (feat. Adriana Calcanhotto) – 4:32 (Antônio Carlos Jobim, Vinícius de Moraes)
12. Canzoni e Momenti - Reprise (feat. Milton Nascimento) – 3:03 (Milton Nascimento, Fernando Brant, Piero Fabrizi)
13. Vivo! (solo Fiorella Mannoia) – 3:58 (Lenine, Carlos Rennò, Piero Fabrizi) – (bonus track)

Durata totale: 53:58

## Formazione
- Fiorella Mannoia - voce e cori
- Marco Suzano - cabasa e percussioni
- Elio Rivagli - batteria e percussioni
- Luis Brazil, Gilberto Gil - chitarra
- Arthur Maia, Dario Deidda - basso
- Piero Fabrizi - cori, chitarra acustica ed elettrica
- Luca Scarpa - pianoforte, tastiera e organo Hammond
- Marco Lobo - percussioni
- Carlinhos Brown - percussioni e cori
- Renato Cantele - programmazione
- Marco Brioschi - tromba, flicorno
- Diego Borotti - sassofono tenore, sassofono baritono, sassofono soprano, sax contralto
- Maurizio Giammarco - sassofono soprano
- Viviane Godoy, Milton Nascimento, Marquinhos, Mikael Mutti, Boghan Costa, Aninha Oliveira, Elber, Dindy, Dède Reis - cori

## Classifiche

### Classifiche settimanali
| Classifica (2006) | Posizione massima |
| ----------------- | ----------------- |
| Italia            | 7                 |

### Classifiche di fine anno
| Classifica (2006) | Posizione |
| ----------------- | --------- |
| Italia            | 35        |
| Classifica (2007) | Posizione |
| Italia            | 58        |